# Ley

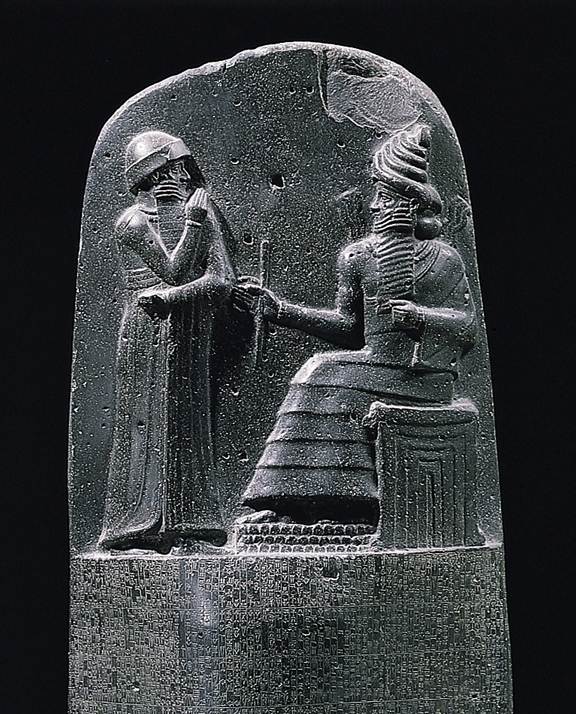
El Código de Hammurabi es uno de los primeros conjuntos de leyes que se han encontrado y uno de los ejemplos mejor conservados de este tipo de documento de la antigua Mesopotamia.

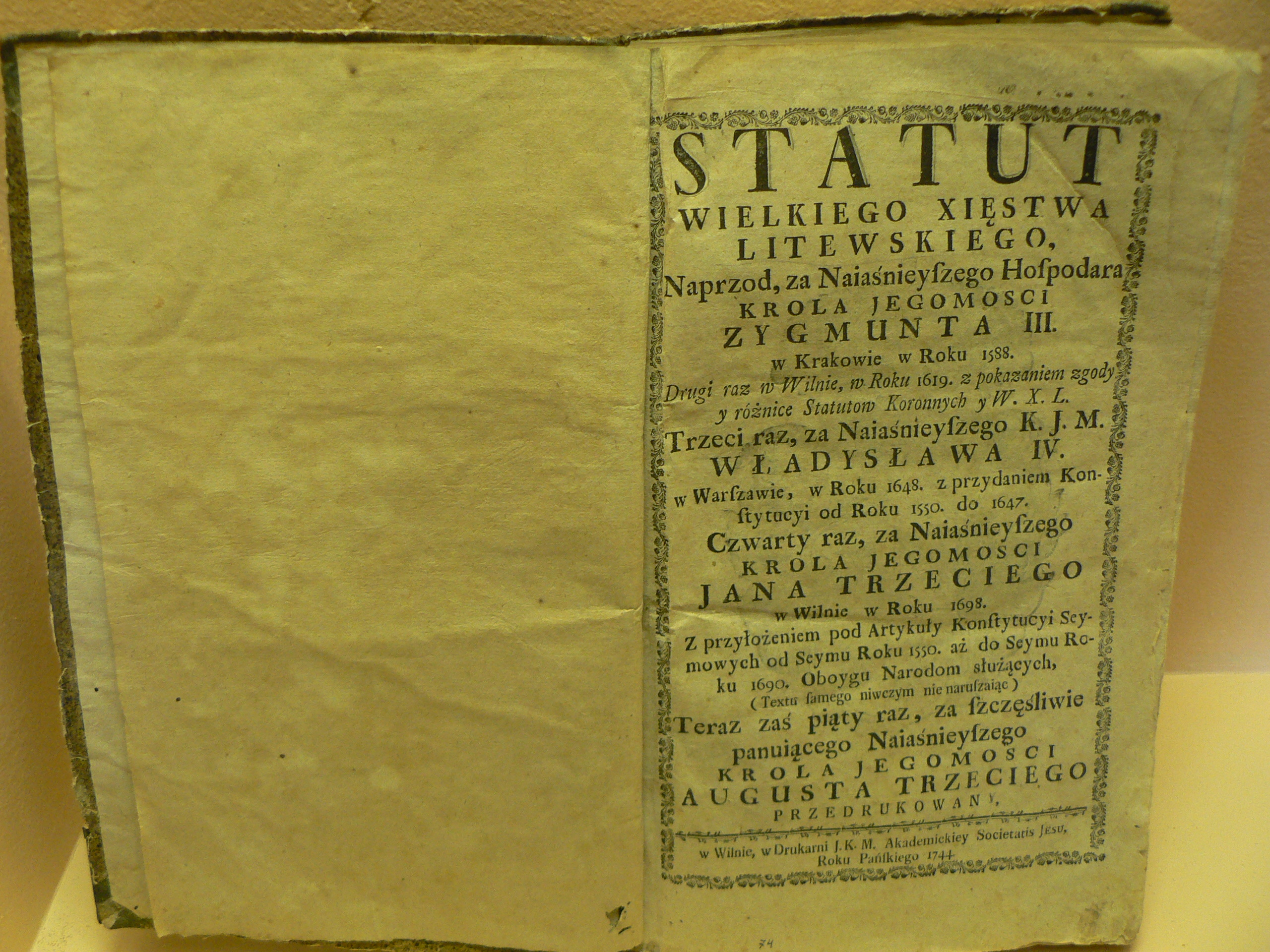
Estatuto del Gran Ducado de Lituania, escrito en polaco.

La ley (en latín: lex, legis) es una norma jurídica dictada por el legislador, es decir, un precepto establecido por la autoridad competente, en que se manda, determina o prohíbe algo en consonancia con la justicia, cuyo incumplimiento conlleva a una sanción o castigo, usualmente una multa o pena. En general, las leyes son normas que regulan la convivencia social y pacífica de una nación.

## Descripción
Las leyes son delimitadoras del libre albedrío de las personas dentro de la sociedad. Se puede decir que la ley es el control externo que existe para la conducta humana, las normas que rigen nuestra conducta social. Constituye una de las principales fuentes del derecho.

## Definiciones históricas
- Aristóteles: El común consentimiento de la ciudad.[3]
- Gayo: Es lo que el pueblo manda y establece.[4]
- Aftalión: Es la norma general establecida mediante la palabra por el órgano competente (legislador).[5]
- Kelsen: En sentido específico, legislación significa establecimiento de normas jurídicas generales, cualquiera que sea el órgano que lo realice.[3]
- Planiol: Regla social obligatoria establecida con carácter permanente por la autoridad pública y sancionada por la fuerza.
- Santo Tomás de Aquino: Ordenación de la razón dirigida al bien común y promulgada por quien tiene a su cargo a la comunidad (Suma de teología, I-II, q. 90, a. 4).

## Características
- Generalidad: la ley comprende a todos aquellos que se encuentran en las condiciones previstas por ella, sin excepciones de ninguna clase, salvo que se indique excepciones.
- Obligatoriedad: tiene carácter imperativo-atributivo, que por una parte establece obligaciones o deberes jurídicos y por la otra otorga derechos.  La ley impone sus mandatos, incluso en contra de la voluntad de sus destinatarios. Su incumplimiento da lugar a una sanción; un castigo impuesto por ella misma.
- Permanencia: se dictan con carácter indefinido, permanente, para un número indeterminado de casos y de hechos, y solo dejará de tener vigencia mediante su abrogación, subrogación y derogación por leyes posteriores.
- Abstracta e impersonal: las leyes no se emiten para regular o resolver casos individuales, ni para personas o grupos determinados, su impersonalidad y abstracción las conducen a la generalidad.
- Ignorancia no es excusa: El hecho de no conocer la ley no es una razón válida para no recibir sanción.
- Irretroactiva: como norma general, regula los hechos que ocurren a partir de su publicación, hacia lo futuro, jamás hacia lo pasado, salvo ciertas excepciones (como la retroactividad en materia penal).

## Ley natural
Las leyes naturales son juicios enunciativos cuyo fin estriba en mostrar las relaciones indefectibles que en la naturaleza existen, la cual es dictada por la correcta razón. Thomas Hobbes difiere entre razón y pasión como objetos de la ley natural del hombre en el cual la razón garantiza la búsqueda de paz, la renuncia a mis derechos positivos (en pos de obtener seguridad y vida) y el cumplimiento con los pactos (voluntario, único y racional). En cambio, la pasión despierta por sensaciones y necesidades naturales del hombre, como el temor a la muerte. Nace del propio instinto humano y no hace posible el pacto, ya que el hombre queda como un animal insatisfecho, siempre con ganas de más y más para mejorar.

## Ley positiva
En Derecho, el origen de la definición de la ley se debe a Tomás de Aquino en su Summa Theologiae al concebirla como: «La ordenación de la razón dirigida al bien común y promulgada por el que tiene a su cargo el cuidado de la comunidad». 
Más modernamente, se denomina ley a la norma de mayor rango tras la Constitución que emana de quien ostenta el poder legislativo. Mientras no está aprobada es un proyecto de ley.

### Clasificaciones de las leyes
- En sentido material y formal: esta diversificación en material y formal se particulariza por observar cuál es el contenido de la ley y cuál es su estructura.
  - Material: refiere a cuál es el contenido de la norma (su finalidad, la regla de conducta que fija y las facultades y deberes que otorga e impone).
  - Formal: refiere a cómo debe ser la estructura de la norma (toda norma debe ser general, obligatoria, escrita, emanada desde el congreso o autoridad competente conforme al mecanismo constitucionalmente determinado y debe formar parte del derecho de un Estado).

- De derecho estricto y de derecho equitativo, también se denominan rígidas o flexibles. En las primeras la norma es taxativa y no deja margen para apreciar las circunstancias del caso concreto ni graduar sus consecuencias. En las segundas, resultan más o menos indeterminados los requisitos o los efectos del caso regulado, dejando un cierto margen para apreciar las circunstancias de hecho y dar al Derecho una configuración adecuada al caso concreto.

a) Por el sistema al que pertenecen: internacionales; nacionales; provinciales; locales.
b) Según el modo de operar:
- Permisivas: son aquellas disposiciones que autorizan, permiten a un sujeto realizar determinadas conductas.
- Prohibitivas: son aquellas que vedan, niegan al sujeto la posibilidad de realizar determinados actos o de tener ciertas conductas.
- Declarativas: son aquellas cuyo contenido encierra definiciones. "Son personas todos los entes susceptibles de adquirir derechos y contraer obligaciones".

c) Según cómo actúa la voluntad individual:
- Imperativas: son leyes que se imponen a la voluntad individual o colectiva, que no dan opción para el sujeto.
- Supletorias: son leyes que rigen solamente cuando las personas no expresan su voluntad en otro sentido. Están estrechamente ligadas al principio de autonomía de la voluntad.

Algunos tipos de leyes son:
1. Ley fundamental: es la que establece principios por los que deberá regirse la legislación de un país; suele denominarse Constitución. La Constitución es la norma suprema del ordenamiento jurídico, ya que está por encima de cualquier ley.
2. Ley orgánica: cuando nace como consecuencia de un mandato constitucional para la regulación de una materia específica.
3. Ley ordinaria: entre las que se incluye la ley de presupuestos.

#### Legislación delegada
Son normas jurídicas con rango de ley dictadas por el Gobierno sobre determinadas materias. No son propiamente leyes, aunque tienen todos los efectos de éstas, ya que tienen valor, rango y fuerza de ley. Entre ellas encontramos al: 
- Decreto Ley (España y en regímenes de excepción)[7]
- Decreto Legislativo
- Decreto con fuerza de ley (Chile)
- Decreto de necesidad y urgencia (Argentina)